# 薇薇安·迈尔
薇薇安·迈尔（英语：Vivian Maier，1926年2月1日—2009年4月21日），美国业余街头摄影师，她的主业是保姆。薇薇安是法国人后裔，出生在纽约，但在法国长大，后回到美国先后生活在纽约和芝加哥，她一生拍摄了超过10万张照片。2007年，当地历史学家约翰·馬魯夫（John Maloof）发现了她的大量底片并开始整理。在薇薇安去世以后，由于馬魯夫的整理，使得她的作品开始登上美国以至意大利、阿根廷和英国等地的报纸。2010年，薇薇安的作品开始在芝加哥进行展出，成为摄影圈中热议的人物，並被認可為美國當代最重要的街頭攝影師之一。

## 生平[1]
薇薇安·迈尔1926年出生在美國纽约，并在出生后不久就返回法國（其母親的故鄉），在尚普索地区圣瑞利安（Saint-Julien-en-Champsaur）的一个小村庄度过童年。1951年，25歲的薇薇安·邁爾回到紐約，并工作了5年（前脱口秀主持人菲尔·唐纳修（Phil Donahue），曾在1950年代在长岛的汉普顿（Hamptons）短暂雇佣过迈尔），1959年她離開紐約搬去芝加哥，此後大多以保姆工作營生。
在芝加哥，迈尔曾在长达17年的时间里受雇于一个富裕的家庭：简斯伯格斯（Gensburgs），迈尔成为了这个家庭中三个男孩：约翰、莱恩、马修的第二位“母亲”（ John、Lane、 Matthew，现年都五十多岁）。这几位兄弟和他们的生母接下来贯穿着迈尔一生的故事，甚至在她的最后岁月里帮持她住进了养老院，当她在2009年去世时（当时马鲁夫也刚刚查明她的身份不久），他们将迈尔的骨灰洒在了北岸（North Shore）的树林中，她曾带领着青年时期的 Gensburgs兄弟在这里采摘草莓。
迈尔作为保姆期间，会要求一些雇主安装额外的门锁，并要求他们的口头保证 – 在任何情况下不许任何人进入她的房间，而且她很少告诉别人她的真名，往往使用替换的拼写或者彻底的假名，例如她曾以“V. Smith”为名自称。除此之外，据说迈尔还有堆存旧报纸、从阴沟里捞金属等怪癖。
大约在1948年至1949年间，迈尔开始在尚普索地区圣瑞利安地区用一架柯达布朗尼盒式相机（Kodak Brownie Box Camera）拍摄建筑和人像，到了1952年 – 或许是因为纽约大都会赋予了她在法国小村庄所无法找到的灵感 – 她开始真正的“实际意义上”的成为一名摄影师 。
1950年代中期，迈尔的标志性风格已经完全显现在作品之中。马鲁夫指出，薇薇安·迈尔是一名非常精致并且自信的摄影师，“她的胶卷（每张胶片）不是那种不停的‘咔哒、咔哒、咔哒’（连续拍摄同一个场景），她的每次拍摄都不冲动，且很小心，他很少三次或四次的拍摄一个人。”根据她所留下的作品记录，在曼哈顿拍摄了一年之后，1952年，迈尔开始进入了创作的高峰期，并在1970年代中期开始使用彩色胶片。
1959年，迈尔曾卖掉了她继承的法国农场的一部分土地，花费六个月时间前往世界各地：马尼拉、曼谷、越南、北京、埃及、意大利还有法国和纽约。

## 被發掘
兼职历史学者、职业房地产经纪人约翰·马鲁夫(John Maloof，2014年時33岁）在2007年的一场旧物拍卖（Storage Auction）上以380美元买下了一个没有标记的箱子中的30000多张底片，再现出迈尔的生活和作品；2013年，马鲁夫和查理·西斯科尔（Charlie Siskel）共同执导了一部新的纪录片：《寻找薇薇安·迈尔》（Finding Vivian Maier），这部影片于2014年3月底开始在美国的各大影院上映。获得第68届英国电影学院奖最佳纪录片奖和第87届奥斯卡金像奖最佳纪录片奖提名。

## 人物评价[4]
薇薇安的作品已受到各界好评，诸如英国广播公司的网站、纽约时报、《芝加哥》杂志、"芝加哥今晚"节目(Chicago Tonight)等。纽约时报在一篇报道里说:很明显地，一位更加杰出的美国街头摄影师被发掘出来了，并赞美她的影像"抓住了城市的芬芳，以及让这座城市拥有其爵士风味的矛盾瞬间"，认为薇薇安是"与哈里·卡拉汉(Harry Callahan)比肩的摄影大师"。独立报则认为，薇薇安作品中最具吸引力的，是那些"在上世纪五六十年代成功富裕的美国人边上的人:孩子、黑人女仆、商店门廊上卑躬屈膝的乞丐"。为薇薇安办展的芝加哥文化中心馆长赞誉她的作品"犹如一部摄影史书"。